# Северный (Весёловский район)
Се́верный — посёлок в Весёловском районе Ростовской области. 
Входит в состав Верхнесолёновского сельского поселения. 

## Население
| 1989 | 2002 | 2010 |
| ---- | ---- | ---- |
| 112  | ↗126 | ↘86  |

## Улицы
- ул. Цветочная,
- ул. Школьная.